# Pax Romana (organizacja)
Pax Romana – Międzynarodowa Federacja Intelektualistów Katolickich, jeden z najstarszych międzynarodowych ruchów katolików świeckich, powstawał w dwóch etapach: w 1921 IMCS/MIEC: ruch studencki i 1947 ICMICA/MIIC: ruch akademicki, jako odpowiedź katolickich wykładowców uniwersyteckich i studentów na konieczność budowy pokojowego świata po dwóch wojnach światowych.
Swoją popularną nazwę, która odwołuje się do pokoju istniejącego w czasach Chrystusa, ruch ten otrzymał w 1921 roku od papieża Benedykta XV.

## Motto
„Pax Christi in regno Christi”

## Zarząd
Zarząd Pax Romana składa się ze światowego prezesa, pięciu wiceprezesów (którzy są jednocześnie prezesami kontynentalnymi), sekretarza generalnego i asystenta kościelnego. Kandydat na prezesa musi uzyskać aprobatę Stolicy Apostolskiej.
Wybory do zarządu odbywają się podczas światowego kongresu, który ma miejsce co 4 lata. W roku 2004 odbył się w Warszawie, w Polsce (był to pierwszy w historii Pax Romana kongres na terenie Polski), natomiast w roku 2008 w Nairobi, w Kenii (po raz pierwszy na kontynencie afrykańskim).

### Zarząd światowy

#### kadencja 2008-2012
Prezes: Javier Iguiniz z Peru.

Kapelan: Luis Maria Goikoetxea, kapelan kontynentu europejskiego w kadencji 2004-2008.

Sekretarz Generalny: Lawrencia Kyung z Korei.

Wiceprezesi:
- Europa: Philippe Ledouble,
- Afryka:
- Azja/Pacyfik:
- Ameryka Łacińska:
- Ameryka Północna: Kevin Ahern (w latach 2004–2008 prezes Pax Romana IMCS-MIEC)

#### kadencja 2004-2008
Prezes: W roku 2004 na prezesa został wybrany Patricio Rodé. W związku z jego śmiercią w listopadzie 2005, Jean Nsonjiba Lokenga został wybrany na tę funkcję. Jean Lokenga to Kongijczyk, pracujący jako Koordynator Obrońców Praw Człowieka dla Amnesty International w Kampali (Uganda).
Asystent Kościelny: ojciec Antoine Sondag z Francji, ówczesny dyrektor Secours Catholique – Caritas Francja.
Sekretarz Generalny: Paul Ortega, były dyrektor centrum UNESCO w Kraju Basków.
Wiceprezesi:
- Europa: Piotr Cywiński,
- Afryka: Jean Lokenga,
- Azja/Pacyfik: Anselmo Lee,

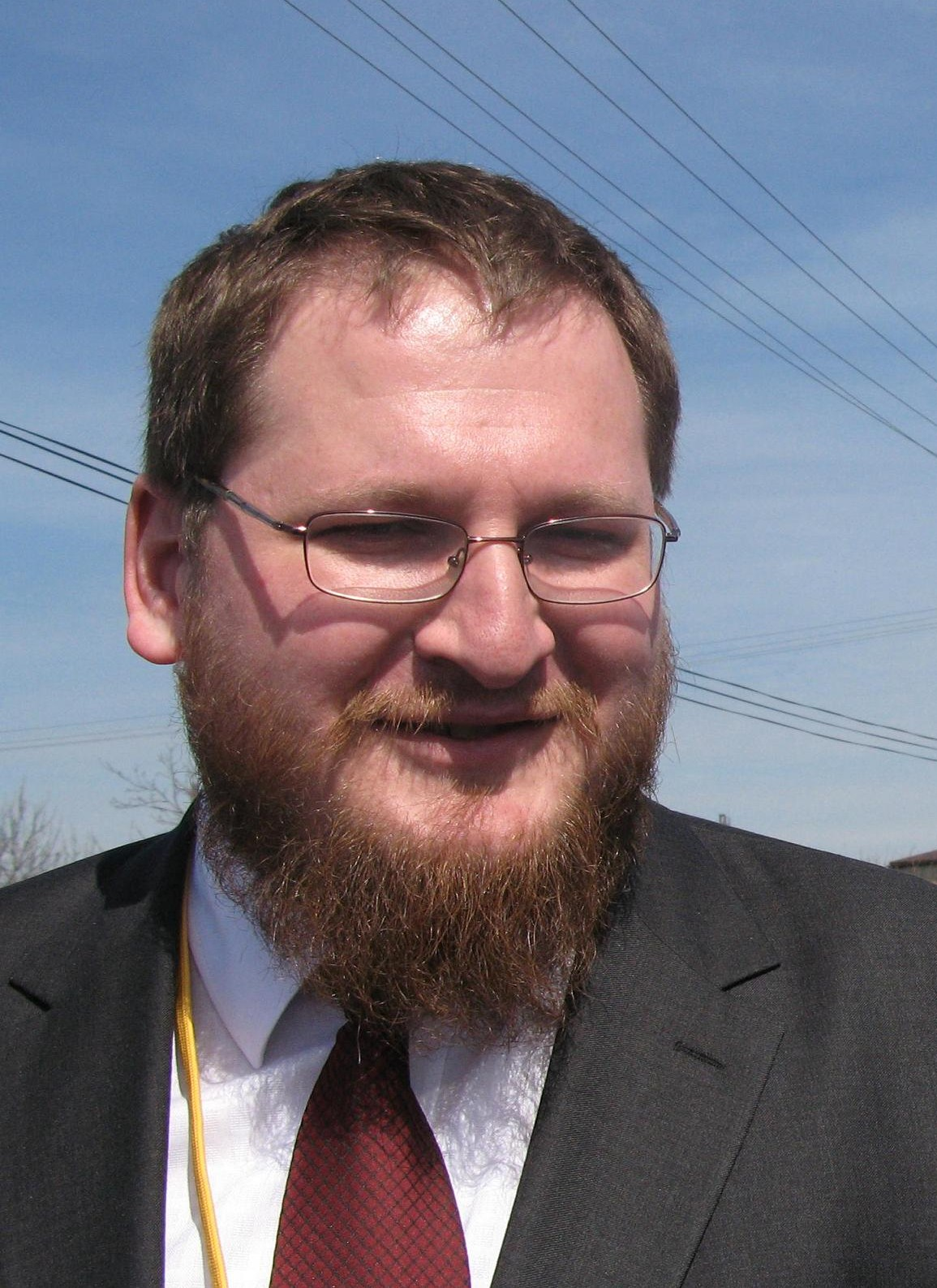
Piotr Cywiński

- Ameryka Łacińska: Irma Marino Vargas,
- Ameryka Północna: Mark Wolff.

### Zarząd europejski
Każdy zarząd kontynentalny złożony jest z wybieranych na 4-letnią kadencję 7 członków zarządu oraz wiceprezesa na dany kontynent, który koordynuje pracą zarządu. Wybory odbywają się podczas regionalnego kongresu, który ma miejsce zaraz po kongresie światowym. W roku 2004 kongres odbył się w Polsce, w roku 2008 w Kenii.

#### kadencja 2008-2012
Prezes zarządu europejskiego (wiceprezes światowego zarządu): Philippe Ledouble.
Asystent Kościelny: (nominacja nastąpi w listopadzie 2008).
Członkowie zarządu:
- Julia Maria Koszewska z Polski,
- Kevin Lambert z Wielkiej Brytanii,
- Theo Quendler z Austrii,
- Renato Balduzzi z Włoch,
- Peter Scharle z Węgier,
- Nuria Sastre z Katalonii (Hiszpanii),
- Annemarie Weinzettl reprezentująca grupę „Women’s vision”.

#### kadencja 2004-2008
Prezes zarządu europejskiego (wiceprezes światowego zarządu): Piotr Cywiński.
Asystent kościelny: Luis Maria Goikotxea (w następnej kadencji Asystent Kościelny światowego zarządu Pax Romana).
Członkami zarządu byli m.in.:
- Philippe Ledouble z Francji (koordynator),
- Nuria Sastre (skarbnik).

## Członkostwo
Aktualnie zrzesza stowarzyszenia i ruchy intelektualistów katolickich z ponad 80 krajów. Z Polski w pracach Pax Romana uczestniczy od 1971 r. warszawski Klub Inteligencji Katolickiej.

## Struktura
Pax Romana to organizacja światowa, której siedziba mieści się w Genewie, w Szwajcarii. Na każdym kontynencie działa koordynacja regionalna, której siedziba znajduje się w kraju rezydencji lokalnego koordynatora.
Pax Romana działa także przez 6 wyspecjalizowanych sekretariatów:
- SIQS – Międzynarodowy Sekretariat Zagadnień Naukowych;
- MIJC – Międzynarodowy Sekretariat Katolickich Prawników;
- SIIAEC – Międzynarodowy Sekretariat Katolickich Inżynierów, Agronomów oraz Przemysłowców;
- SIESC – Międzynarodowy Sekretariat Katolickich Nauczycieli Licealnych;
- SIAC – Międzynarodowy Sekretariat Artystów Chrześcijańskich;
- Women’s vision (grupa ta podczas kongresu światowego w 2008 roku uzyskała status Międzynarodowego Sekretariatu).

## Reprezentacja
Obecnie Pax Romana posiada statut konsultacyjny jako INGO (International Non Governmental Organization) przy ONZ i jej misjach w Nowym Jorku, Paryżu, Genewie, Wiedniu. Pax Romana jest także jako ICO (International Catholic Organization) akredytowana przy Watykańskiej Pontyfikalnej Radzie ds. Laikatu i Sekretariacie Stanu.